# Warenbezeichnungsgesetz
Das deutsche Warenbezeichnungsgesetz (WBG), amtlich: Gesetz zum Schutz der Waarenbezeichnungen, vom 12. Mai 1894 (RGBl. S. 441) war das erste Gesetz, das auch sogenannte Wortmarken und Ausstattungen schützte.
Nach seinem Inkrafttreten kam es zu vielen Gerichtsprozessen um Warenzeichen, die nur aus einer Wortmarke bestanden. Auf der Grundlage des Warenbezeichnungsgesetzes beruhte der Schutz von Warenzeichen und Ausstattungen bis zum Inkrafttreten des Warenzeichengesetzes (WZG) am 1. Oktober 1936. Faktisch galten die grundlegenden Bestimmungen des WBG jedoch bis zum Inkrafttreten des Markengesetzes am 1. Januar 1995 weiter, da der Gesetzgeber mit dem WZG am bestehenden Rechtszustand möglichst wenig ändern wollte.

## Inhalt
Das Gesetz über Markenschutz vom 30. November 1874 (RGBl. S. 143) trat am 1. Mai 1875 in Kraft und gewährte erstmals „figürlichen Warenbezeichnungen“ (Bildmarken) Schutz. Nicht geschützt waren jedoch Wortmarken, die nicht aus einer Firma oder einen Namen bestanden. Eine Nutzung einer geschützten Marke im geschäftlichen Verkehr war damit nicht möglich, jeder konnte sie faktisch verwenden.
1894 wurde das Gesetz über Markenschutz durch das Gesetz zum Schutz der Waarenbezeichnungen abgelöst. Das neue Gesetz hielt am Eintragungsgrundsatz fest. Es wurde aber auch ein wettbewerbsrechtlich begründeter Schutz von Ausstattungen (von bekannten Zeichen, die im Geschäftsverkehr genutzt wurden) anerkannt. Jedoch waren die Rechte an diesen Zeichen nur durch eine strafrechtliche Vorschrift geschützt, wenn sie zum Zwecke der Täuschung benutzt wurden. Außerdem waren im neuen Gesetz auch reine Wortmarken schutzfähig, was es bisher noch nicht gab.
Zum Schutz der Marken wurde beim neu gegründeten Reichspatentamt eine einheitliche Zeichenrolle, als Reichswarenzeichenregister für das gesamte Gebiet des Deutschen Reichs geschaffen.